# Five days to dance
Five days to dance (en espanyol Cinco días para bailar) és un documental del 2014 dirigit per José Andreu i Rafael Molés. Tracta sobre com els coreògrafs Wilfried van Popple i Amaya Lubeigt anaren a un institut espanyol per a fer un experiment en el qual intenten que els alumnes, durant cinc dies, aprenguen una coreografia. Durant el documental es parla anglès, alemany, espanyol i basc. S'ha subtitulat al català.
El documental tracta el tema de la igualtat.